# Čivice
Čivice (dříve Čívice) jsou vesnice, část obce Dobříč ve východní části okresu Plzeň-sever. Leží jedenáct kilometrů jižně od Kralovic. Katastrální území měří 399,01 ha. V roce 2011 zde trvale žilo 69 obyvatel. Na území Čivic se nachází zbytky tvrze Na Lhotce s příkopem.

## Historie
První písemná zmínka o vesnici pochází z roku 1180. Na začátku roku 1924 byla ves přejmenována na Čívice.

## Přírodní poměry
Čívice sousedí na severu s Bertiným dvorem a Břízskem, na jihu s Kaceřovem a na západě s Dobříčí. Ves leží nad levým břehem řeky Berounky, na východním okraji přírodního parku Horní Berounka.

## Obyvatelstvo
| Rok            | 1869 | 1880 | 1890 | 1900 | 1910 | 1921 | 1930 | 1950 | 1961 | 1970 | 1980 | 1991 | 2001 | 2011 | 2021 |
| -------------- | ---- | ---- | ---- | ---- | ---- | ---- | ---- | ---- | ---- | ---- | ---- | ---- | ---- | ---- | ---- |
| Počet obyvatel | 300  | 318  | 251  | 241  | 247  | 262  | 216  | 174  | 180  | 131  | 99   | 89   | 75   | 69   | 80   |
| Počet domů     | 45   | 44   | 45   | 43   | 46   | 43   | 46   | 49   | 47   | 43   | 36   | 44   | 43   | 44   | 44   |

## Obecní správa
Při sčítání lidu v letech 1869–1985 Čivice byly samostatnou obcí, se kterým patřily nejprve do okresu Kralovice, ale v roce 1950 v okrese Plasy a v letech 1961–1985 v okrese Plzeň-sever. Od 1. ledna 1986 jsou částí obce Dobříč v okrese Plzeň-sever.

## Pamětihodnosti
- Původně gotický kostel Nejsvětější Trojice byl po roce 1700 přestavěn v barokním slohu a byla k němu přistavěna věž.
- Tvrziště Na Lhotce s dochovaným příkopem a pozůstatky vsi zaniklé za husitských válek